# エル・アルコン-鷹-
『エル・アルコン-鷹-』（エル・アルコン たか）は、青池保子による漫画作品であり、1977年から1978年にかけて『月刊セブンティーン』に掲載された「七つの海七つの空」、「エル・アルコン-鷹-」、「テンペスト」の三作品から成るシリーズの総称。全体で単行本にして4冊ほどのシリーズながら、青池保子の以後の創作活動に多大な影響を与えた。2007年に宝塚歌劇団で舞台演劇化されている。本項では舞台版についても併せて記述する。

## 作品解説
シリーズの基盤となるのは最初に発表された「七つの海七つの空」である。同作は16世紀後半、エリザベス1世統治下のイギリス（イングランド王国）を舞台とした海洋冒険作品であり、学生あがりの素人海賊「キャプテン・レッド」ことルミナス・レッド・ベネディクトと、敵国スペイン帝国と内通するイギリス海軍将校ティリアン・パーシモンとの争いを描く。最終盤はスペイン側へ寝返り、理想の戦列艦「エル・アルコン」を建造したティリアンとレッドとの最終決戦が、史実のアルマダの海戦にて展開される。
「七つの海七つの空」はコメディタッチで描き始められ、当初は「ルミナス=善、ティリアン=悪」という対立軸を基に、「正義の味方にはつらい過去があって、その原因を作った敵役を滅ぼしてめでたしめでたし、そこに出てくる女の子は『あれー、あれー』といって右往左往するような巻き込まれ役で、という、よくあるパターン」が想定されていたが、本来敵役のティリアンに青池が深く傾倒したことから、ティリアンに重きを置いたシリアスな物語へと変わっていった。青池は「七つの海七つの空」の解説文において「正義の味方なんかどうでもいい。ほっといても最後には彼が勝つのだ。少女との恋物語など知るものか。かつてないほど、私は悪役に惚れたのだ」と述べている。「七つの海七つの空」の終了後には、ティリアンを主人公に据えたスピンオフ作品「エル・アルコン-鷹-」、「テンペスト」が発表され、前者ではティリアンの生い立ちからイギリス海軍で大佐となるまでの物語、後者ではフランスの女海賊ギルダ・ラヴァンヌとの戦いと、ティリアンとルミナスの出会いの物語がそれぞれ描かれた。宝塚歌劇版の『エル・アルコン-鷹-』では三作品がひとつの流れの中に組み込まれている。
それまで「清く正しいヒーローやヒロインが活躍する、いわゆる正統的な少女漫画」に欺瞞を感じながら、その定型を脱することができなかった青池にとって、悪役であるティリアンを主役に置き換えて物語を描ききったことは「本音で漫画を描き始め」、「物語を作ると同時に、人間の生き方を描く面白さを知」る契機となり、本作は同時期に連載が始まった代表作『エロイカより愛をこめて』などに大きな影響を与えることになった。また「ティリアンを上手く描きたい」という欲求から、より人体を正確に描くようになり、この頃から画風も大きく変化していった。青池は自身の漫画家人生における本作の位置づけを「自分のまんがの方法論まで変えてしまった大変重要な作品」だとしている。

## 掲載
- 「七つの海七つの空」
  - 別冊セブンティーン1977年2-6月号。
- 「エル・アルコン -鷹-」
  - 別冊セブンティーン1977年10月-1978年2月号。
- 「テンペスト」
  - 別冊セブンティーン1978年7-8月号。

## 登場人物

### 主要登場人物
ティリアン・パーシモン
イギリス海軍将校。数々の武功を立てて異例の昇進を続け、24歳の若さで大佐まで登りつめる。スペイン貴族出身の母を持つ関係から、内心では自らをスペイン人と任じており、イギリスと敵対関係にあるスペインとの内通を行う反逆者。いずれ強大な海軍力を有するスペインに渡り世界の海に覇を唱えることを野望としており、そのためにはあらゆる謀略を厭わず、邪魔になる者は誰であれ抹殺するという冷酷さを備える。その反面、海に対しては純粋な思いを抱き、また、自分に心服する部下に対しては優しい一面も見せる。3作品全てに登場。
青池作品において「黒髪サド目族」と分類される登場人物の先駆けである。作中でこそ語られないが、青池作品『アルカサル-王城-』の主人公ペドロ1世と『エロイカより愛をこめて』の主人公クラウス・ハインツ・フォン・デム・エーベルバッハ少佐は、それぞれティリアンの先祖および子孫と設定されており、エーベルバッハ家にはティリアンを描いた『紫を着る男』という肖像画が伝えられている。
青池はティリアンの人物像について、それまでの少女漫画にはなかった「女性に都合の悪い」「本人の都合だけで動く男」、ひいては「自分の野望に忠実な悪の爽快感」を描きたかったとしており、任務一徹で揺るぎない人物であるエーベルバッハ少佐と並べて「ティリアンと少佐は、私にとってコペルニクス的転換でした」と述べている。
ルミナス・レッド・ベネディクト（キャプテン・レッド）
「七つの海七つの空」における主人公。イギリス南部プリマスに店を構える豪商の息子で、法律家を志しオックスフォード大学で法科を学ぶ学生であったが、ティリアンの謀略により父親が反逆罪の濡れ衣を着せられて処刑され、その後母親も失う。その後大学を去り、学生時代の仲間であるパトリック、ビッグ・ジョン、ジョーンズらと共に海賊団を結成。ある日海賊行為中にティリアンと再会し、両親の復讐のためにティリアンと激しく争うことになる。「七つの海七つの空」、「テンペスト」に登場。なお、青池作で奇抜な内容が人気だった『イブの息子たち』や『エロイカより愛をこめて』の影響から、登場当初は「女装海賊」という設定だった。
やはり『エロイカより愛をこめて』において、もう一人の主人公ドリアン・レッド・グローリア伯爵がルミナスの子孫として登場するが、物語の途中から登場したエーベルバッハ少佐とは異なり、グローリア伯爵はルミナスとほぼ同時期に描かれており、この設定は両方の作品を読んでいる読者へのファンサービスのような意味があったという。青池はルミナスについて「黒髪の敵役ティリアン・パーシモンに作者の寵愛を横取りされて、冴えない主人公で終わってしまった」と回顧しているが、この経験を活かし、『エロイカより愛をこめて』にエーベルバッハ少佐が登場した後は両者のバランスと伯爵のキャラクター確立に気を配り、少佐と伯爵の両立に成功した。
伯爵ともども、作画モデルはイギリスのロックバンド、レッド・ツェッペリンのボーカリストであるロバート・プラントに取っており、部下のパトリック、ビッグ・ジョン、ジョーンズもそれぞれギタリストのジミー・ペイジ、ドラマーのジョン・ボーナム、ベーシストのジョン・ポール・ジョーンズをモデルとしている。
ニコラス・ジェイド
ティリアンの艦で水夫を務める青年。12歳の時に母を失い、自活のために水夫となったが、当初は気弱で虐められがちな少年だった。ティリアンが少尉として最初に赴任した「クラウド」号艦長の不興を買い、仕置きを受けていたところをティリアンに救われ、以降は機転の早さと素直さを買われて子飼いの存在となる。ティリアンに対する強い憧れを抱き、共に過ごすうちにその壮大な野望を共有するようになり、腹心の部下となっていく。時間軸上で後期の物語となる「七つの海七つの空」では水夫長として登場し、暗殺などの冷酷な命令も忠実にこなす存在として描かれている。3作品全てに登場。
ギルダ・ラヴァンヌ
「テンペスト」における敵役、ヒロイン。フランスの海賊団「ブランシュ・フルール」の女首領。フランス貴族の血を引く。彼女が拠点とする島の領有をめぐり、スペインに父を暗殺された恨みから、スペイン船のみを襲撃していた。しかしその後ブランシュ・フルールの装飾を模した海賊船がイギリスの船を襲う事件が頻発し、ティリアンが英西双方からの命令で差し向けられ対立することになる。激しい気性の持ち主だが、それまで討伐に向かわされた海軍艦をことごとく撃退するなど、ティリアンにも一目置かせるほどの戦術眼を持つ。また、海への深い愛着に対してはティリアンも共感を抱いており、青池は「最終的にはギルダはティリアンのことが好きだったかもしれない、ティリアンもひょっとしたら……と。そんな流れで、女性としてギルダをティリアンと対等に絡ませたかったんですよね」と人物造形の目的を語っている。

### 「七つの海七つの空」の登場人物
ジュリエット・グリンウッド
本作のヒロイン。ドーバーの名家グリンウッド侯爵家の令嬢。冒険物語に憧れる17歳。ティリアンの義父パスコムに見初められ、正妻として求められるが、コーンウォールに向かう船旅の途中で海賊の襲撃を受ける。さらにこの窮地をルミナスに救われ、以後行動を共にする。
キャプテン・ブラック
イギリス海賊の間で「影の大キャプテン」と称される首領。既存の海賊の領分を荒らすルミナス討伐を要請されたが、戦いを経てその度胸を気に入り、協力的な存在となる。リンクスという伝書鳩を飼い、巧みに情報収集を行う。他のキャラクターがガレオン船を使う中、唯一ガレアス船を愛船にしていた。
パスコム・パーシモン
ティリアンの義父。コーンウォール州知事を務める。正妻としてティリアンの母イザベラを迎えていたが、その死後にジュリエットを正妻として望む。数多くの愛人を囲っている。
エドワード・コールサック
プリマスの豪商「コールサック商会」の主。ティリアンの野望のために数々の工作を行い、見返りとして商売上の便宜を受けている。かつてはルミナスの父グレゴリーの商売敵で、その没落によりプリマス一の商人となった。3作品全てに登場する。
シグリット・シェンナ
パスコムの愛人で、コールサックの妹。嫉妬深い性格で、ティリアンの周辺を詮索する。「エル・アルコン」にも登場する。
シュルベリー司教
プリマスのカトリック教会司教。スペインに通じており、本国からの指令をティリアンに伝える。3作品全てに登場する。

### 「エル・アルコン-鷹-」の登場人物
ペネロープ・ギャレット
ティリアンの上司に当たるギャレット提督の令嬢。叔父に枢密院議員を持つなど名家の出で、やや驕慢な性格であったが、その利用価値を高く見たティリアンに籠絡され、激しく翻弄される。
ルーカス・エリオット
陸軍で騎兵隊隊長、少佐を務める。陸軍至上主義者であり、ティリアンと初対面の際に互いに挑発し合い、敵対的な関係となる。ティリアンとスペインとの関係を疑い、周辺を詮索する。ペネロープの幼馴染み。
ジェラード・ペルー
スペインの海軍人。若年期にスパイとしてイギリスに送り込まれており、幼い頃のティリアン、母イザベラと親しかった。ティリアンが海軍人を志し、野望を抱くきっかけを作った人物であり、後に海上にて再会する。
イザベラ
ティリアンの母。イギリス人の父とスペイン貴族出身の母との間に生まれた。法律家のエドリントン家に嫁ぎティリアンを儲けたが、夫の死後はティリアンの海軍内での出世を有利にするため、自らパーシモン卿と再婚した。作中では病床に臥せている。
エドウィン・グレイム
海軍中尉で、ティリアンの士官学校時代の友人。ペネロープの婚約者。登場当初は友好的だったが、次第に急速な出世を遂げるティリアンに嫉妬の念を募らせ、その周辺で事件が続発することに不審を抱くようになる。
エドリントン氏
ティリアンの父。法律家。ティリアンがジェラードの息子ではないかと疑い、憎悪、虐待する。
スコット、マスターズ
ティリアンが士官として初めて赴任した「クラウド」号に乗り組んでいた見習士官で、騒動の後に部下となる。工作活動を行う場合にティリアンから直接指示を受ける。スコットは3作品全てに登場するが、マスターズは、ティリアンとギルダ・ラヴァンヌとの激戦の際に戦死する。

### 「テンペスト」の登場人物
グレゴリー・ベネディクト
ルミナスの父で、プリマス一の豪商。スペインからの独立を図るネーデルランドの新教徒反乱（八十年戦争）を支援し、イギリス国内でも愛国者として知られていたが、その存在を疎んじたスペインがティリアンに排除を命令し、謀略によりスペインとの内通者に仕立て上げられ処刑される。「七つの海七つの空」では直接登場することはないが、このエピソードがルミナスの口から語られる。

## 舞台
グラン・ステージ『エル・アルコン-鷹-』と題して、2007年11月2日-12月15日（宝塚大劇場）、2008年1月2日-2月11日（東京宝塚劇場）において宝塚歌劇団星組が上演。脚本・演出は齋藤吉正。同時上演作品に『レビュー・オルキス-蘭の星-』（作・演出：草野旦）。正題として「青池保子原作『エル・アルコン-鷹-』『七つの海七つの空』より」というキャプションが付けられているが、主役の一人としてギルダ・ラヴァンヌ（本作では「ギルダ・ラバンヌ」）が登場しており、「テンペスト」も包含した内容となっている。宝塚歌劇においてダーティ・ヒーローを主役とする作品の上演は、珍しい例であった。
ニコラスに絡むエピソードがほとんど削られている一方で、ティリアンとギルダの間にオリジナルのエピソードが加えられているなど、原作とは一部異なる内容となっている。また、「ブランシュ・フルール」は原作ではギルダのみが女性だったが、本作では娘役が演じる全員女性の海賊団に変更されている。
2020年6月12日-7月1日に全国ツアー公演として、同じく宝塚歌劇団星組で再演の予定だったが、新型コロナウイルス感染拡大のため会場・日程を変更して、2020年11月20日-11月28日に梅田芸術劇場メインホールにて上演。同時上演作品にShow Stars『Ray-星の光線-』（作・演出：中村一徳）。

### 批評
本作について、初日を観劇した青池は「ティリアンを演じて下さった安蘭けいさんが大変素晴らしくて、ひたすら泣けました。寺嶋民哉さんの書かれたテーマ音楽も良かったですし…なにより、演出の齋藤吉正先生が原作を大切に作って下さったのを、ひしひしと感じて嬉しかったですね。私よりティリアンに惚れこんでくれていたかも（笑）。あれは一生に一度の経験でした」と好意的な感想を述べている。一方で、劇団機関誌の『宝塚GRAPH』や『スポーツニッポン』で批評を担当している藪下哲司は、出演者の演技や、舞台演出、楽曲に高評価を送ったものの、脚本に対しては「やたらに多い登場人物の関係がいっこうに分からない。やっと分かったころにはもう終わりに近い、というのではなんともはや。原作を読んでから見ることをおすすめしたいが、読んでからでは人物関係はよく分かっても、ダイジェスト版を見ているようで味けないかも。要は1時間40分あまりに原作の内容をつめこみすぎて、いっこうにドラマチックに盛り上がらないのだ」などと指摘し、「脚本を整理の上で再演を望みたい」とした。また、読売新聞記者の坂成美保は「ともすれば、非人間的で陰気な悪役になりかねない人物のストイックな魅力を引き出し、理想化された漫画のイメージに近づけたのは、安蘭の演技力によるところが大きい」と当時主演の安蘭けいを賞賛し、「寺嶋民哉の音楽も秀逸」としたが、やはり脚本について「原作者への敬愛がうかがわれるが、2時間足らずでエピソードを網羅するのは難しい。関係が複雑で分かりにくい部分も見受けられた。レッドとの対決、ギルダとの愛憎劇に焦点を絞り、脇筋を整理すべきだろう。ともあれ、勧善懲悪に収まりきらない結末は、深い余韻を残した」と評した。

### キャスト・スタッフ
キャスト
|                                | 2007年星組            | 2007年星組              | 2020年星組                      |
| 役名/劇場                      | 宝塚・東京 （本公演） | 宝塚・東京 （新人公演） | 梅田芸術劇場・ メインホール公演 |
| ------------------------------ | --------------------- | ----------------------- | ------------------------------- |
| ティリアン・パーシモン         | 安蘭けい              | 夢乃聖夏                | 礼真琴                          |
| ギルダ・ラバンヌ               | 遠野あすか            | 稀鳥まりや              | 舞空瞳                          |
| ルミナス・レッド・ベネディクト | 柚希礼音              | 麻尋しゅん              | 愛月ひかる                      |
| グレゴリー/サンタクルズ        | 英真なおき            | 水輝涼                  | 輝咲玲央                        |
| イザベラ                       | 万里柚美              | 羽桜しずく              | 万里柚美                        |
| エドリントン/リカルド          | にしき愛              | 紅ゆずる                | 桃堂純                          |
| アデリーヌ                     | 朝峰ひかり            | 水瀬千秋                | 音咲いつき                      |
| パーシモン卿                   | 紫蘭ますみ            | 朝都まお                | 朱紫令真                        |
| シュルベリー司教               | 美稀千種              | 直樹じゅん              | 大輝真琴                        |
| ジェラード・ペルー             | 立樹遥                | 鶴美舞夕                | 綺城ひか理                      |
| バーバラ                       | 百花沙里              | 南帆サリ                | 紫りら                          |
| スサーナ グリンウッド夫人      | 彩愛ひかる            | 花ののみ 華苑みゆう     | 夢妃杏瑠                        |
| エドウィン・グレイム           | 涼紫央                | 壱城あずさ              | 天華えま                        |
| マルタ                         | 毬乃ゆい              | 花ののみ                |                                 |
| オーレリー                     | 涼乃かつき            | 白妙なつ                | きらり杏                        |
| 女王エリザベス                 | 星風エレナ            | 音花ゆり                | 白妙なつ                        |
| ペネロープ・ギャレット         | 琴まりえ              | 蒼乃夕妃                | 有沙瞳                          |
| フィリップ2世                  | 祐穂さとる            | 海隼人                  | 隼玲央                          |
| エドワード・コールサック       | 美城れん              | 碧海りま                | 遥斗勇帆                        |
| ニコラス・ジェイド             | 綺華れい              | 如月蓮                  | 咲城けい                        |
| シグリット・シェンナ           | 南海まり              | 妃咲せあら              | 音波みのり                      |
| ギャレット提督                 | 天霧真世              | 茉莉邑薫                | 蒼舞咲歩                        |
| クラリス                       | 梅園紗千              | 純花まりい              |                                 |
| バルデス                       | 銀河亜未              | 真月咲                  |                                 |
| キャプテン・ブラック           | 和涼華                | 真風涼帆                | 天飛華音                        |
| マスターズ                     | 彩海早矢              | 美弥るりか              | ひろ香祐                        |
| アルバ                         | 花愛瑞穂              | 南風里名                |                                 |
| イネス ソフィア                | 華美ゆうか            | 遥奈瞳 舞椰莉々         |                                 |
| グリンウッド卿                 | 天緒圭花              | 汐月しゅう              |                                 |
| エミリー                       | 初瀬有花              | 八汐ゆう美              |                                 |
| キャンベル                     | 一輝慎                | 海隼人                  |                                 |
| ロサ                           | 音花ゆり              | 妃白ゆあ                |                                 |
| パトリック                     | 鶴美舞夕              | 本城くれは              |                                 |
| ビッグジョン                   | 夢乃聖夏              | 十碧れいや              | 夕陽真輝                        |
| クリスティーヌ                 | 南帆サリ              | 美春あやか              |                                 |
| スコット                       | 麻尋しゅん            | 天寿光希                | 湊璃飛                          |
| 裁判官                         | 水輝涼                | 朝都まお                | 夕陽真輝                        |
| モルガン                       | 妃咲せあら            | 南風里名                |                                 |
| ヴェラ                         | 花ののみ              | 花風みらい              |                                 |
| シェリンガム                   | 紅ゆずる              | 千寿はる                |                                 |
| スコールズ                     | 碧海りま              | 真吹みのり              |                                 |
| オーウェン                     | 壱城あずさ            | 瀬稀ゆりと              |                                 |
| 副官                           | 美弥るりか            | 芹香斗亜                |                                 |
| ギルダ（少女）                 | 羽桜しずく            | 愛水せれ奈              | 水乃ゆり                        |
| レイナ                         | 遥奈瞳                | -                       |                                 |
| ヨーク                         | 茉莉邑薫              | 輝咲玲央                |                                 |
| マイヤ                         | 舞椰莉々              | -                       |                                 |
| ベッカム                       | 如月蓮                | 夏樹れい                |                                 |
| タマラ                         | 蒼乃夕妃              | 花風みらい              |                                 |
| ファーガソン                   | 海隼人                | -                       |                                 |
| リネカー                       | 汐月しゅう            | 凰姿有羽                |                                 |
| メラー                         | 朝都まお              | -                       |                                 |
| ジュリエット・グリンウッド     | 稀鳥まりや            | 音波みのり              | 桜庭舞                          |
| ティリアン（少年）             | 天寿光希              | 大輝真琴                | 二條華                          |
| ファーディナンド               | 真月咲                | -                       |                                 |
| ローズ                         | 真風涼帆              | -                       |                                 |

スタッフ
| 2007年星組 | 2007年星組                     |
| 役職       | 人物                           |
| ---------- | ------------------------------ |
| 脚本・演出 | 齋藤吉正                       |
| 作曲・編曲 | 寺嶋民哉 青木朝子              |
| 振付       | 御織ゆみ乃 若央りさ KAZUMI-BOY |
| 殺陣       | 清家三彦                       |
| 装置       | 大橋泰弘                       |
| 衣装       | 有村淳                         |
| 照明       | 佐渡孝治                       |
| 映像       | 奥秀太郎                       |

## 単行本・関連書籍など
単行本は『七つの海七つの空』と『エル・アルコン-鷹-』がそれぞれ2冊ずつ発行されている。『エル・アルコン-鷹-』には「テンペスト」も収録されており、2000年に発売された文庫版も同様の構成となっている。
- 七つの海七つの空
  - セブンティーンコミックス（集英社）

1. 1977年8月10日 ISBN 4-08-854073-5
2. 1977年9月10日 ISBN 4-08-854074-3

- エル・アルコン-鷹-

1. 1978年12月19日 ISBN 978-4-253-07135-2
2. 1979年2月8日 ISBN 978-4-253-07136-9

秋田文庫
- 2000年3月10日 ISBN 978-4-253-17556-2（七つの海七つの空）
- 2000年9月7日 ISBN 978-4-253-17485-5（エル・アルコン-鷹-）

また、『七つの海七つの空』のみ1986年にハードカバーの豪華本が発売されていたが、三作を一冊まとめ、他に連載当時のカラー絵や青池の宝塚歌劇団訪問記などを収録した『エル・アルコン-鷹-完全版』が2012年に発売された。宝塚歌劇版では、公演のDVDと主題歌のCDが発売されている。
- 七つの海 七つの空 豪華版：1986年7月1日 ISBN 978-4-253-09968-4
- エル・アルコン-鷹-完全版：2012年6月15日 ISBN 978-4-253-10264-3